# Szájfény

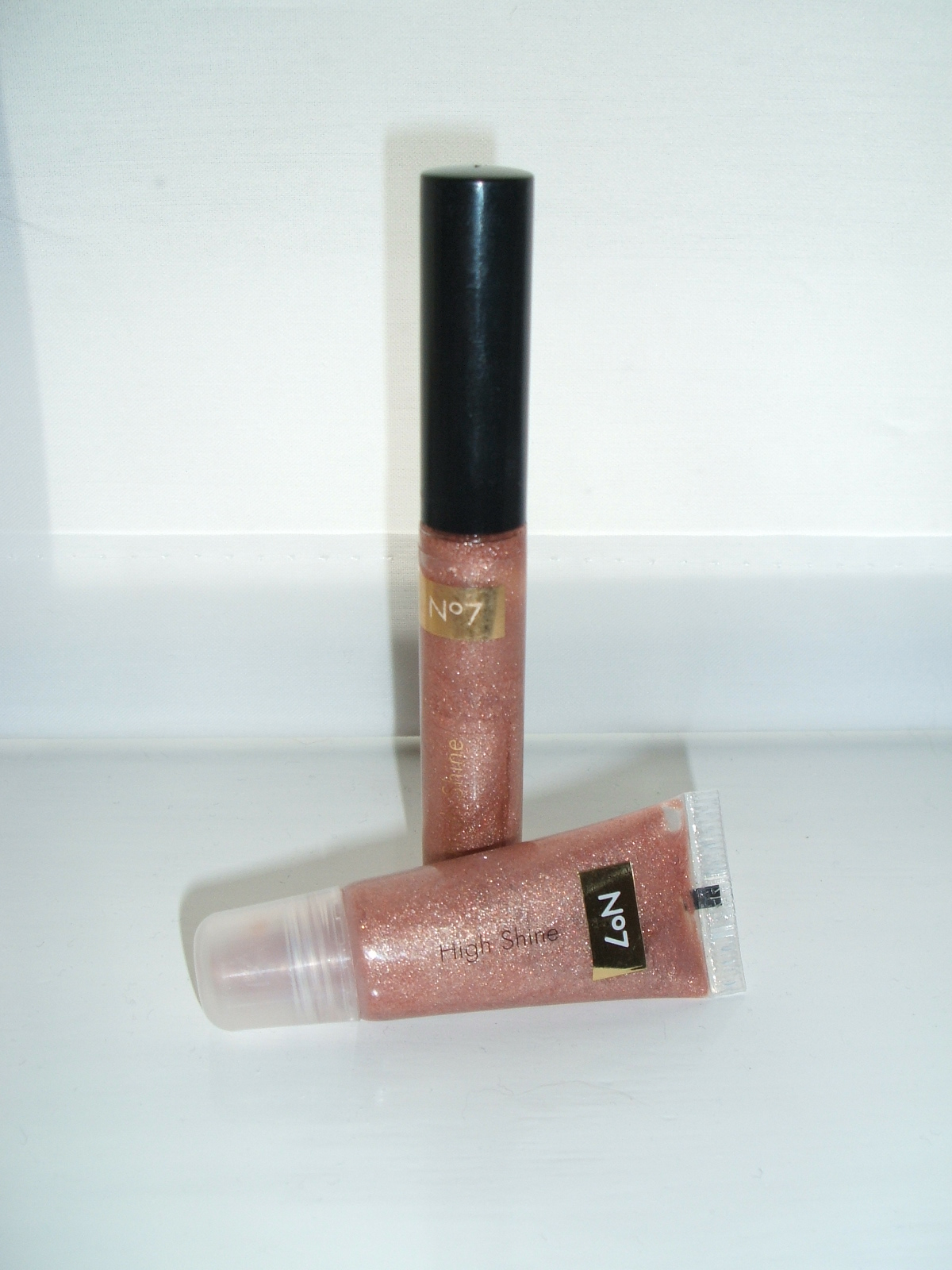
Szájfény

A szájfény egy kozmetikai termék, ami az ajkaknak fényt és finom színt kölcsönöz. Állaga lehet folyékony vagy közepesen kemény. Lehet teljesen tiszta, átlátszó, de deres, csillogó vagy metálos árnyalatú is.
Az első szájfény a Max Factor X-Rated nevezetű terméke volt, amelyet 1932-ben dobtak piacra; a Procter & Gamble 2003-ban fejezte be a gyártását.
A rúzshoz hasonlóan a szájfény különböző csomagolásban kapható és különböző módokon alkalmazható. Általában henger alakú tubusba öntik, és beépített applikátorral árulják, vagy pedig kis tubusban, amit az ujjbeggyel kell felvinni. A kemény állagú szájfényt általában kis gomb formájú tégelyben forgalmazzák, és ez elmossa a különbséget szájfény és az ajakír között. Némely változata hidratáló vagy napvédő hatással rendelkezik. Az első napvédővel ellátott szájfényt Lillian Gish színésznő reklámozta. Bonne Bell vezette be az első gyógyhatású szájfényt, a Lipsmackers-t 1973-ban.
A termék csomagolása ma már szerves részét képezi az eladásnak és a marketingnek. A különböző csomagolás különböző korosztályokat hivatott megszólítani. A csillámló, feltűnő színek a fiataloknak készülnek, míg a gyógyhatással rendelkező készítmények egyszerű csomagolásban a tinédzserek és a felnőttek körében elterjedtek.

## Lásd még
- Rúzs

## Fordítás
- Ez a szócikk részben vagy egészben  a   Lip gloss című angol Wikipédia-szócikk fordításán alapul.  Az eredeti cikk szerkesztőit annak laptörténete sorolja fel. Ez a jelzés csupán a megfogalmazás eredetét és a szerzői jogokat jelzi, nem szolgál a cikkben szereplő információk forrásmegjelöléseként.

## Külső hivatkozások
- Rúzs.lap.hu – linkgyűjtemény
- corvinkozmetika.hu – Szájfényfüggőség!?